# Honnechy
Honnechy ist eine französische Gemeinde mit 558 Einwohnern (Stand: 1. Januar 2022) im Département Nord in der Region Hauts-de-France. Sie gehört zum Arrondissement Cambrai und ist Mitglied im Gemeindeverband Caudrésis et du Catésis. Die Bewohner werden Hunyclésiens und Hunyclésiennes genannt.

## Geografie
Die Gemeinde Honnechy liegt 21 Kilometer südöstlich von Cambrai und 30 Kilometer nordnordwestlich von Saint-Quentin. Sie grenzt im Norden an Reumont, im Nordosten an Le Cateau-Cambrésis, im Osten an Saint-Benin, im Südosten an Saint-Souplet, im Südwesten an Busigny und im Nordwesten an Maurois. Mit Maurois ist Honnechy inzwischen baulich zusammengewachsen. Der Bahnhof Honnechy liegt an der Eisenbahnlinie von Busigny nach Aulnoye-Aymeries.

## Bevölkerungsentwicklung
| Jahr                       | 1962 | 1968 | 1975 | 1982 | 1990 | 1999 | 2008 | 2013 | 2020 |
| Einwohner                  | 802  | 703  | 623  | 537  | 487  | 496  | 522  | 538  | 567  |
| Quellen: Cassini und INSEE |      |      |      |      |      |      |      |      |      |

## Sehenswürdigkeiten
- Kirche Saint-Martin
- Kapelle Saint-Roch
- Kapelle Saint-Éloi
- Schloss Honnechy aus dem 18. Jahrhundert
- Britischer Soldatenfriedhof
- Gefallenendenkmal

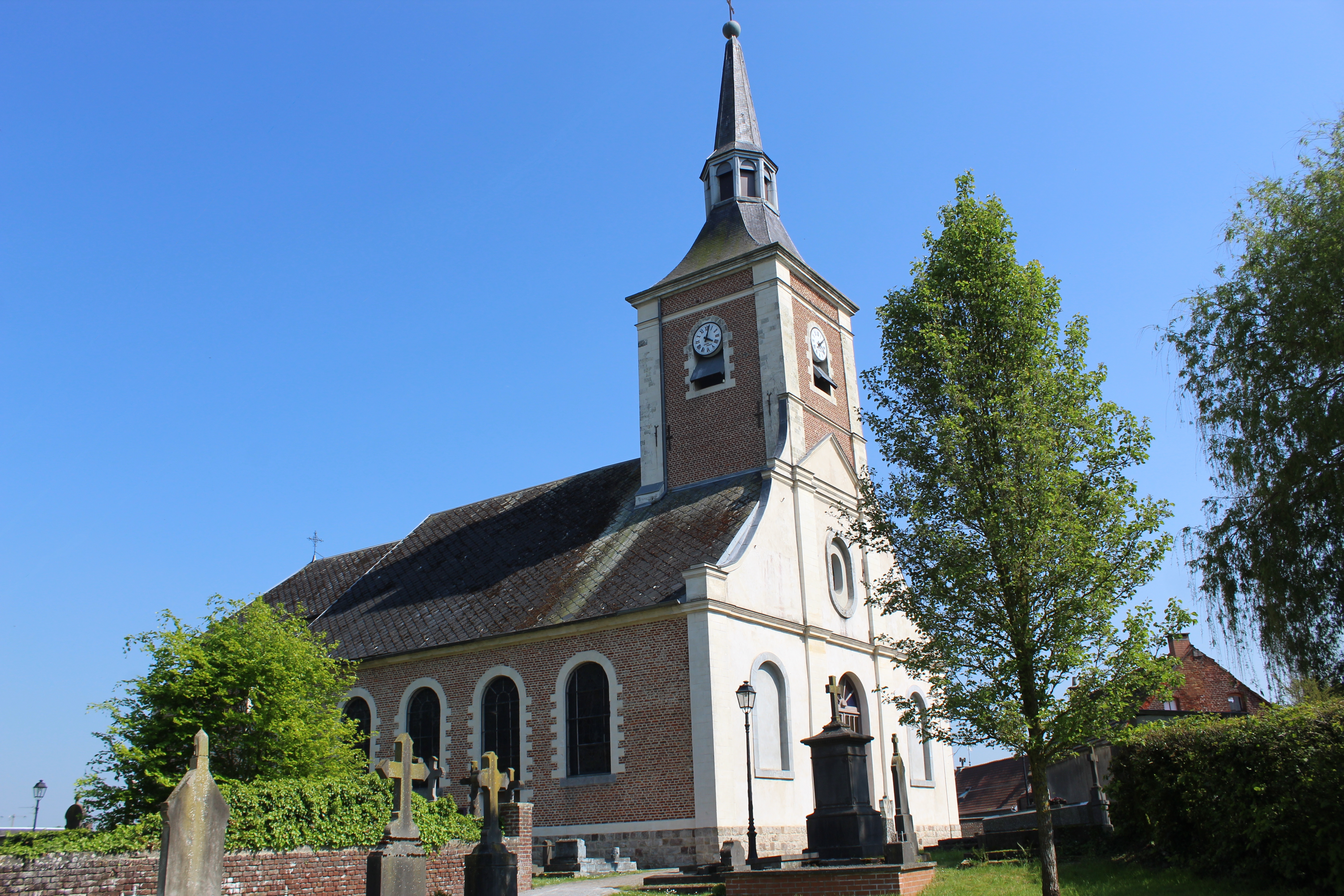
Kirche Saint-Martin
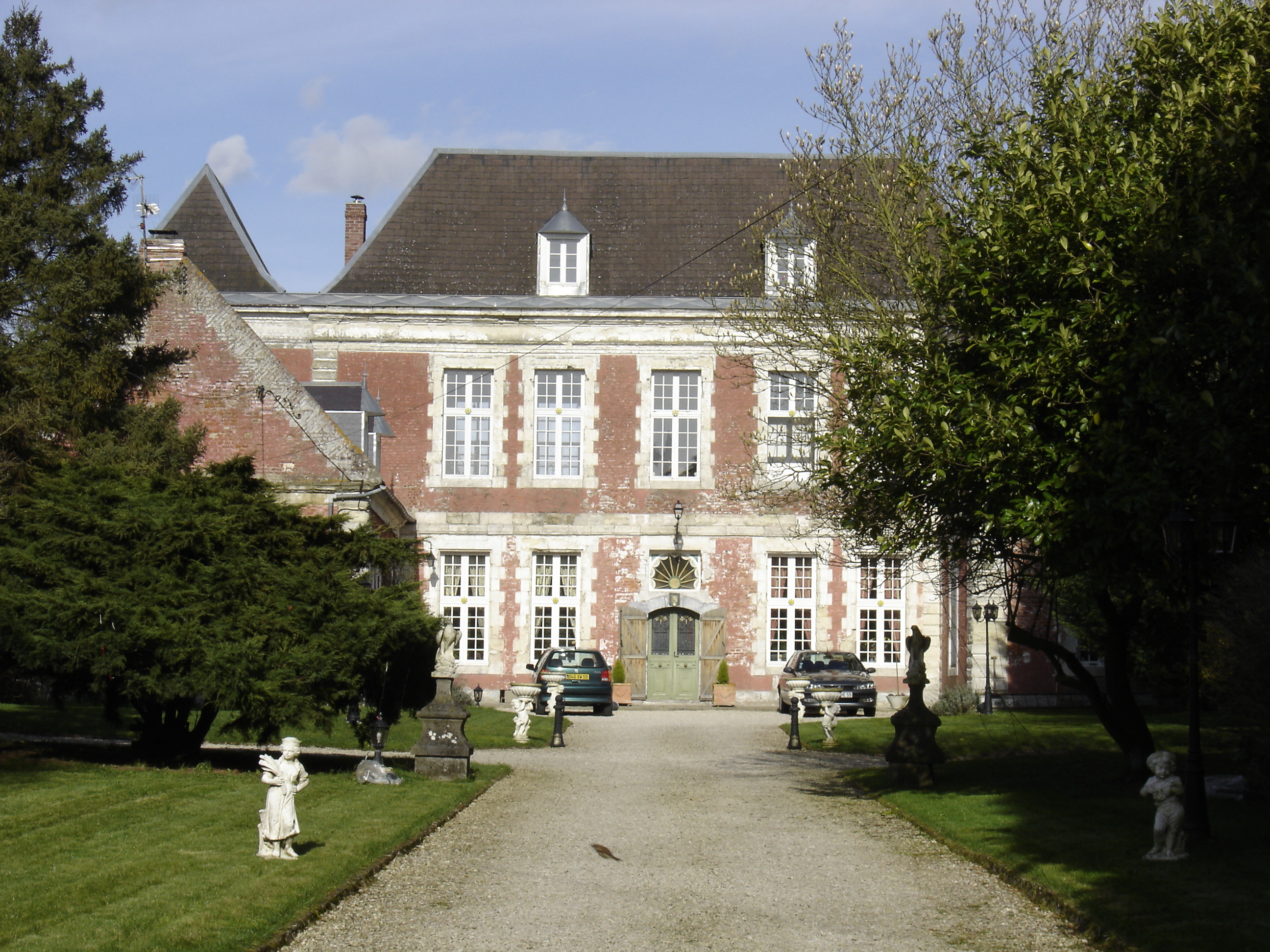
Schloss Honnechy
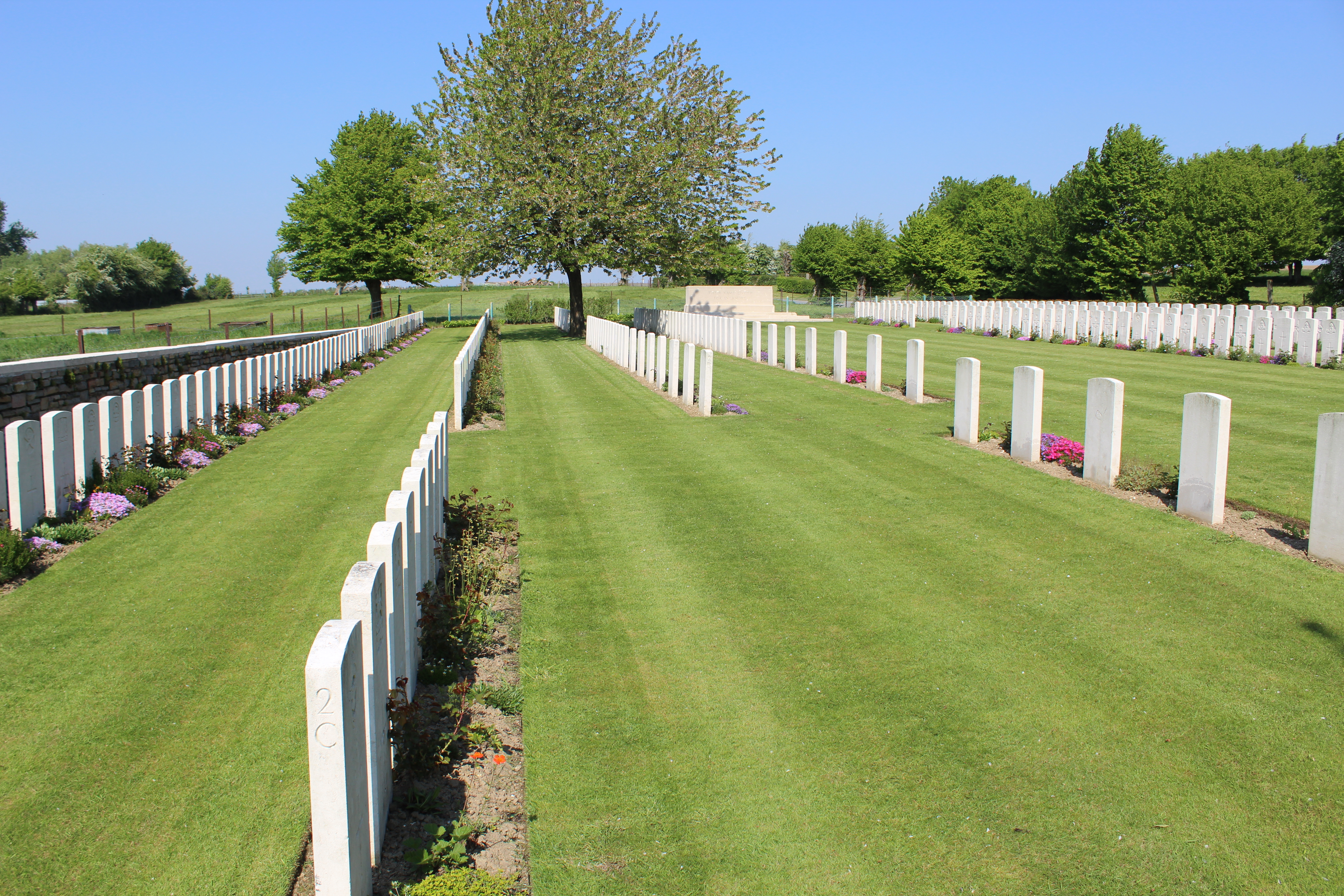
Britischer Soldatenfriedhof
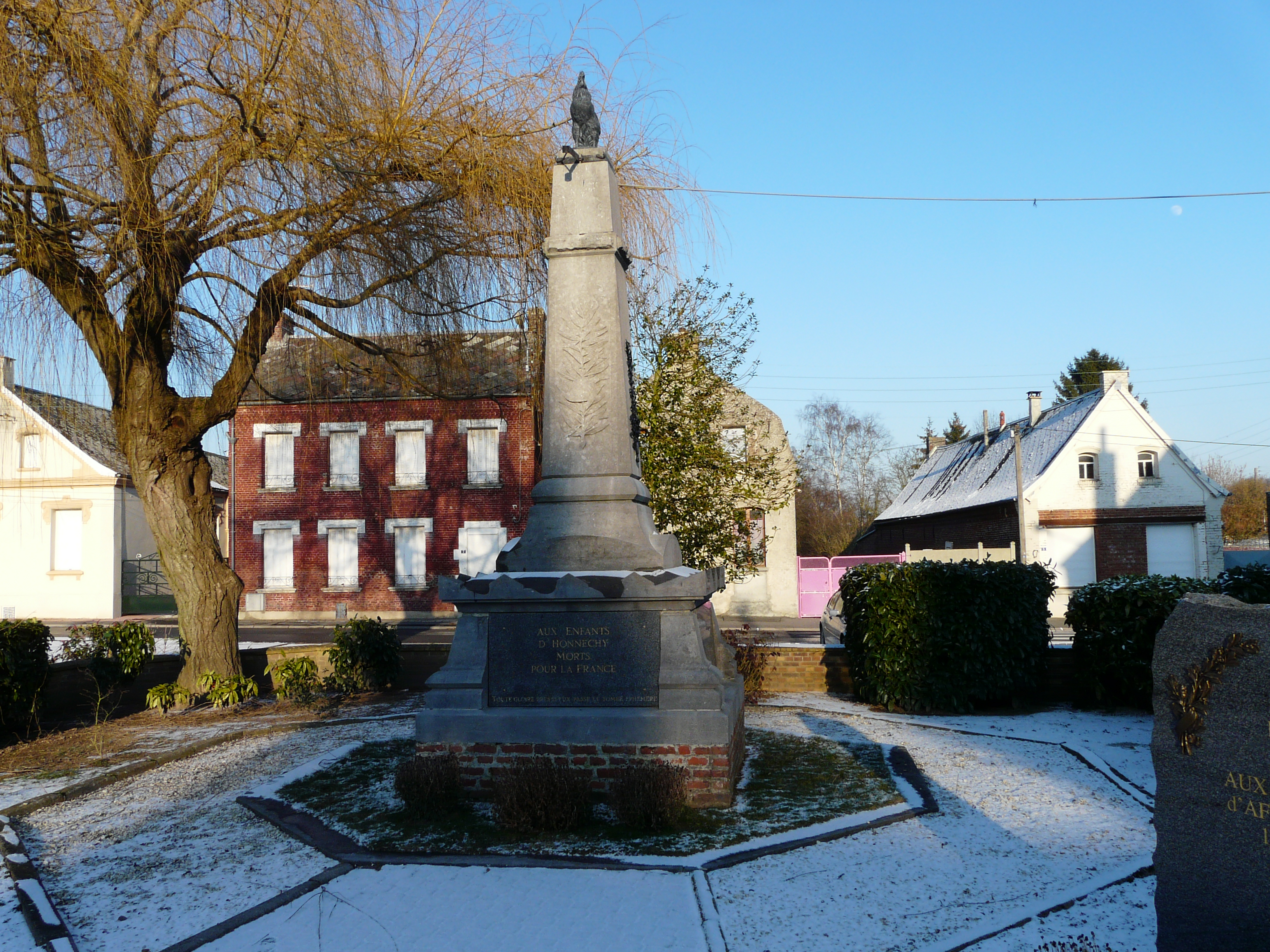
Gefallenendenkmal